# Хеллевутслёйс

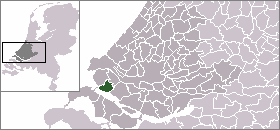
Расположение Хеллевутслёйса на карте Нидерландов

Хеллевутслёйс (нидерл. Hellevoetsluis) — город в провинции Южная Голландия (Нидерланды), центр общины Ворне-ан-Зе. Название в переводе означает «Шлюз у подножия Хелле», где Хелле — это название местной речки, ныне не существующей. До 2023 года была отдельной общиной.

## География
Хеллевутслёйс располагается на южной стороне острова Ворне-Пюттен, на берегу залива Харингвлит.

## История
Во времена Соединённых провинций Хеллевутслёйс был морским портом Маасского (Роттердамского) адмиралтейства, он мог укрыть весь флот в размещённой на суше крепости с доками, в чью гавань можно было попасть по каналу. Благодаря своему стратегическому положению в XVII веке он стал главной базой военного флота Нидерландов. В 1830 году был построен Канал дор Ворне от Хеллевутслёйса до Ньивслёйса, что сделало Хеллевутслёйс внешним портом Роттердама.
В первой половине XX века начался упадок Хеллевутслёйса: океанские суда были слишком велики для прохода по каналу, а углубление канала Ньиве-Ватервег сделало Канал дор Ворне ненужным. После перевода в 1930-х главной военно-морской базы в Ден-Хелдер государственный судостроительный завод в Хеллевутслёйсе был закрыт.
В годы Второй мировой войны немцы использовали канал в качестве базы для подводных лодок типа «Бибер». Во время боёв завершающего периода войны три четверти города было разрушено.
В 1960 году к общине Хеллевутслёйс были присоединены общины Ньив-Хелвут и Ньивенхорн.